# Holttumochloa
Holttumochloa es un género de bambúes perteneciente a la familia de las poáceas. Comprende 3 especies descritas y aceptadas. Se encuentra en los bosques en la Península de Malasia.

## Taxonomía
El género fue descrito por Khoon Meng Wong y publicado en Kew Bulletin 48(3): 518. 1993. La especie tipo es: Holttumochloa magica (Ridl.) K.M.Wong	

## Especies
A continuación se brinda un listado de las especies del género Holttumochloa aceptadas hasta enero de 2013, ordenadas alfabéticamente. Para cada una se indica el nombre binomial seguido del autor, abreviado según las convenciones y usos. 
- Holttumochloa korbuensis K.M.Wong
- Holttumochloa magica (Ridl.) K.M.Wong
- Holttumochloa pubescens K.M.Wong